# Danny Peyronel
Danny Peyronel (Buenos Aires, 15 novembre 1953) è un tastierista britannico, noto prevalentemente per essere stato membro degli UFO.

## Biografia

### Anni settanta
Dopo aver  intrapreso una prolifica attività come turnista, nel 1975 si unisce alla band UFO, come primo tastierista, dove faceva anche da corista; nel gruppo ha contribuito alla scrittura di alcune canzoni, ad es. Highway Lady dall'album No Heavy Petting.
Dopo aver lasciato gli UFO nel luglio 1976 dopo diversi tour negli Stati Uniti, in Europa e nel Regno Unito, Peyronel creò il suo progetto solista, The Blue Max, e registrò il loro album omonimo per la Charisma Records insieme a Murray Ward e Ross Elder.
Dopo un importante tour nel Regno Unito, Peyronel si è dedicato alla scrittura di nuovi brani, tra cui la title track di Midnight at the Lost and Found, album di Meat Loaf.
Tornato nel Regno Unito, Peyronel ha scritto le parole di Fear, che è stata inclusa nel secondo album multi-platino di Sade, Promise. Ha partecipato a un album di Nick Mason e Rick Fenn dei 10cc: l'album Profiles, accreditato ai Mason-Fenn.

### Anni duemila
Peyronel si è trasferito a Milano, in Italia, e ha riunito una band per incidere il suo album di debutto da solista, Make the Monkey Dance, registrato e prodotto da Marco Barusso, e pubblicato nel 2005. I musicisti coinvolti includevano il chitarrista dei Sinergia Luca Verde, il bassista Max Zaccaro e il batterista Mario Zapparoli. L'album includeva rielaborazioni di Highway Lady degli UFO, e Midnight at the Lost and Found di Meat Loaf.
Tre anni di tour e registrazioni come X-UFO hanno portato la band a trovare la propria identità; dopo due anni dallo scioglimento, nacque un nuovo progetto, stavolta fondato unicamente da Peyronel, chiamato House of X. Hanno completato un nuovo album omonimo, composto completamente da canzoni inedite, con l'eccezione di una versione di Martian Landscape, brano degli UFO.

## Discografia

### Solista
- 1977 - The Blue Max
- 1994 - Harley Davidson Song
- 2004 - Make the Monkey Dance

### Con gli UFO
- 1976 - No Heavy Petting

### Con i ade
- 1985 - Promise
- 1986 - Stronger Than Pride

### Con gli X UFO
- 2012 - Vol 1 - The Live Files

### Con gli House of X
- 2014 - House of X